# Edward Shils
Edward Shils, född 1 juli 1910 i Chicago, USA, död 23 januari 1995 i Chicago, var en amerikansk sociolog. Han var professor vid University of Chicago. Han var författare till Tradition.

## Priser och utmärkelser
- 1983 – Balzanpriset

## Publikationer
- Toward a General Theory of Action (med Talcott Parsons, 1952)
- The Torment of Secrecy: The Background & Consequences Of American Security Policies (Chicago: Dee 1956)
- The Intellectual Between Tradition and Modernity: The Indian Situation (1961)
- Theories of Society: Foundations of Modern Sociological Theory, Two Volumes in One, med Jesse R. Pitts, Talcott Parsons (redaktör), & Kaspar D. Naegele, New York: The Free Press (1961)
- The Calling of Sociology, and Other Essays on the Pursuit of Learning (1980)
- Tradition  (Chicago: University of Chicago Press, 1981)
- On the Constitution of Society (Chicago: University of Chicago Press, 1982)
- The Academic Ethic (1984).
- Portraits: A Gallery of Intellectuals. Edited by Joseph Epstein  (Chicago: University of Chicago Press, 1997)